# Lærk
Lærk (Larix) er en planteslægt af hårdføre, høje, løvfældende nåletræer. Nålene er linjeformede, og de sidder i bundter á 20-30 stk. på vorteagtige kortskud. Lærk har små, oprette kogler.
| Beskrevne arter |

- Europæisk lærk (Larix decidua)
- Østsibirisk lærk (Larix gmelinii)
- Japansk lærk (Larix kaempferi)
- Østamerikansk lærk (Larix laricina)
- Tibetansk lærk (Larix potaninii)
- Vestsibirisk lærk (Larix sibirica)

| Andre arter |

- Larix griffithii
- Larix himalaica
- Larix kongboensis
- Larix lyallii
- Larix mastersiana
- Larix occidentalis
- Larix principis-rupprechtii
- Larix speciosa
- Larix cimbria boreus

| Hybrider |

- Hybridlærk (Larix x marschlinsii) Synonym: Larix x eurolepis